# Bas pojačala
Bas pojačala su elektronički uređaji nastali sredinom 1930-ih godina odmah poslije gitarskih pojačala zbog potrebe da se klasični bas oplemeni neophodnom bojom i jačinom zvuka, da bi uz električnu gitaru mogao parirati izazovima novih glazbenih žanrova. Kontrabas je u svijetu glazbe bio osnovni bas instrument, sve do 1951. godine dok Leo Fender nije predstavio svoj prvi model električne bas-gitare. Bas pojačala su predviđena da budu uporabljena s bas-gitarom, kontrabasom ili drugim sličnim instrumentima. Dizajnirana su tako da daju što jači zvuk niske frekvencije, u prosjeku od 42 Hz. Da bi se to postiglo obično dizajneri predvide otvor na tijelu zvučničke kutije - bas refleks tunel ili tuned bass refleks. Prednost takvih nad zatvorenim modelima kutija je ta da na niskim frekvencijama ne mogu stvoriti zasićenje vrha rezonancije peak. Osim toga, poznato je da modeli bas pojačala zbog reprodukcije uhu osjetljivijeg zvuka rade sa znatno većim radnim učinkom, te za razliku od gitarskih pojačala i parcipiraju s većom snagom. Što u konačnici stavlja veće zahtjeve i pred pojačalo, i pred kabinet. Ova razlika uveliko utječe na cjelokupni dizajn predpojačala, pojačala i kabineta modela.

## Povijest

#### 1950. – 1960.
Nedugo nakon predstavljnja prvog modela Precision bas-gitare Fender je 1952. godine predstavio i prvi model bas pojačala. Bio je to mali Fender Bassman model cijevnog pojačala s 1x15" zvučnikom, skromne snage od 50 W. Ovaj model je 1954. godine redizajniran tako da je kabinet sada bio opremljen s 4x10" zvučnicima. Tako je bilo sve do 1959. godine i do ponovnih izmjena koje su predstavljanje u novom Fender Bassman 5F6-A modelu pojačala koji je bio toliko napredan, cijenjen i prihvaćen, da su ga kao standardno bas pojačalo i mnogi drugi proizvođači poput Marshalla kopirali u svojim pogonima. Za izdvojiti je i proizvođača Ampeg bas modela pojačala, koji je pod imenom "Michaels-Hull Electronic Labs" osnovan 1946. godine. Prvo Ampegovo bas pojačalo tih godina bio je model Super 800, snage 18 W s 1x12" zvučnikom. Tek 1951. godine predstavili su nešto jače izdanje, model od 20 W snage s 1x15" zvučnikom. Izdanje modela B15 Portaflex od 25 W s 1x15" zvučnikom početkom 1960-ih bio je sami vrh kvalitete za modele tog ranga. Nešto kasnije iste godine dizajnirana i predstavljena je Ampeg SVT Bass (SVT-super vakuumska cijev) glava pojačala, koja je uz jedan (ili dva kabineta s 8x10" zvučnika) bila predviđena za uporabu na otvorenim prostorima. Uz ovako snažne modele standardno sviranje onog vremena na pojačalu od 50 - 100 W, prekinuo je i basista rock sastava The Who John Entwistle, koji je svoju glazbu eksperimentalno predstavio na prvom 200 W Marshallovom Twin Stack prototipu modelu pojačala.

#### 1970. – 2000.
Već ranih 1980-ih godina javni razglasni sustavi ozvučenja modela (PA - public address) svojim dizajnom su znatno napredovali. Osnovni sustav sastoji se od zvučničkih kutija i miksete čija je zadaća da čim glas preko mikrofona kabelima dođe do zvučničkih kutija, omogući čujnost varijacije u razini zvuka. PA sustav je idealan da na jednostavan i brz način pruži prijeko potrebne hitne i važne informacija. Postoji i SR verzija sustava ozvučenja koja je puno složenija, i koja se za svaku veću i ozbiljniju kulturno-zabavnu ili sportsku priredbu u pravilu uporabi. Za glazbenika to znači da će na sceni njegovo pojačalo većinom biti samo vizualni efekt, a puno manje ili nikako za reprodukciju zvuka, koji će sada biti daleko bolje kontrloliran i pročišćen iz miksete. SR sustav je dizajniran za dvojno emitiranje zvuka. Dakle, da projektira zvuk s pozornice prema publici, a također i iza pozornice (backstage), kako bi ostalo osoblje u fazi pripreme za nastup imalo informaciju što se događa na pozornici. Za pravilno rukovanje ovakvim sustavom potreban je određeni broj stručnih tehničara.

## Praktična uporaba
Praktična primjena količine i snage opreme za pojačavanje signala električne bas-gitare i općenito bas instrumenata ovisit će o mjestu radnje, stilu glazbe, i potpunom zadovoljstvu osobitosti ka zvuku koji preferiara bas-gitarista. Znači, za sviranja u manjim klubovima, studijskom snimanju, ili na probi, može se koristiti i varijanta kontrabasa (i uporaba pojačala), ili kombo modeli pojačala ali slabije snage. Za puno veće prostore kao što su glazbene koncertne dvorane ili festivali na otvorenom prostoru, koristit će se s raznim kombinacijama zvučničkih kutija u pravilu puno snažniji half ili full stack modeli pojačala. U prosjeku od 300 - 1000 W snage. I na kraju ostaje još jedna mogućnost ozvučenja i pojačavanja, a to je sviranje bas-gitare uz uporabu PA ili SR sustava.

## Tehnologija izrade
Po tehnologiji izrade bas modele pojačala dijelimo u dvije grupe: cijevni i tranzistorski modeli pojačala. 

#### Cijevni modeli
Mnogi glazbenici smatraju da su modeli cijevnih pojačala po svome  organskom zvuku puno topliji i prirodniji od tranzistorskih modela pojačala. Vjerojatno su tome mišljenju pridonijele dominante vakuumske cijevi koje se kao elektroničke komponente još od ranih 1970-ih ugrađuju u modele pojačala. Mnogi modeli imaju i zasebne kanale pomoću kojih se trenitno preklapaju i miješaju boje zvukova. Najzaslužnijim za tako svojstvenu boju zvuka cijevnog modela većina glazbenika smatra odgovornom model cijevi AB1, koja je gotovo uvijek bila sastavni dio elektroničkih komponenti pojačala. Poznato je i da cijevni modeli pojačala od tranzistorskih parcipiraju s većom snagom, te stoga imaju veću i razinu glasnoće, što automatski proizvodi više radne topline unutar kućišta samog modela. Tako da bi se preventivno smanjilo osnovno zagrijavanje uzrokovano pasivnom konvekcijom, a zatim i svako drugo prekomjerno zagrijavanje, dizajnom je predviđeno hlađenje ugradbom ventilatora u kućište pojačala.

#### Tranzistorski modeli
Ovi modeli pojačala umjesto cijevi za predpojačalo i pojačala snage koriste tranzistore, te su stoga poluvodički, analogni solid-state modeli pojačala. Svoju najveću popularnost dostigla su 1960-ih i 1970-ih godina. Dizajnirana su tako da modeli mogu imati kanale za izobličenje (distortion) zvuka, ali u osnovi reproduciraju vrlo čist zvuk. Ovi modeli imaju veliku popularnost kod onih glazbenika koji su osim jednostavnijeg održavanja i bolje prilagodbe za transport, uvidjeli i odlike da su ovi nešto jeftiniji modeli ipak pouzdaniji i otporniji od cijevnih modela pojačala. Najjača klasa tranzistorskih modela pojačala je kabasto konvencionalno pojačalo snage AB-klase s velikim i kompliciranim sustavom hlađenja. Mnogo učinkovitija su pojačala snage D-klase (tzv. sklopna pojačala) koja su puno lakša, i manjeg formata od tipa AB-klase. Ovaj tip modela pojačala snage u svojoj elektronici ne koristi obični bipolarni model tranzistora, nego model MOSFET (metal-oksid Semiconductor Field Effect tranzistor), koji modularni signal impulsa uspješno filtrira prije čujnosti zvuka iz zvučnika. Tako da pojačalo snage D-klase iz samo 2,2 Kg mase može reproducirati i do 800 W snage.

## Zvučnici
Bas modeli zvučnika dizajnirani su drugačije od gitarskih, sa zadaćom da što duže reproduciraju nisko frekventne tonove na što višoj razini zvučnog tlaka. Da bi postigli takvu željenu kvalitetu tona mnogi basisti pribjegnu kombinaciji zvučničke kutije u kojoj su ugrađeni 10" ili 12" zvučnici (univerzalno za srednji ton) upareni s dubljim tonom iz 15" širine zvučnika. Ili ako pak žele postići puno snažniji, a konstantno niži ton, odluče se za uporabu subwoofera-a (specijalni model zvučnika dizajniran samo za reprodukciju niskih tonova), recimo kabineti iz PA sistema ozvučenja. Takvi zvučnici proizvode frekvencije od 150 – 200 Hz koja je na donjoj granici čujnosti ljudskog uha, pa stoga ovakvi modeli zvučnika moraju biti u nizu s ostalim modelima zvučničkih kutija. Za usporedbu, kontrabas i električna bas-gitara uz uporabu klasičnog modela bas pojačala daleko će proizvesti manju dubinu tona. Ton E jeste najdublji ton na četverožičanom basu, i može da reproducira frekvenciju oko 42 Hz, i za pune dvije oktave je niži od srednjeg tona C. Na petožičanom basu ton B (H) je najdublji ton i može da izmjeri frekvenciju oko 31 Hz.

#### Zvučničke kutije
Po izvedbi dizajna zvučničke kutije možemo podijeliti na više grupa. Prva i najjednostavnijeg dizajna za izradu (i proračun cijene) je zatvoreni model kutije, koji u principu na sebi nema niti jedne rupe kroz koju bi mogao strujiti zrak. Jedino strujanje koje se događa unutar kutije jeste strujanje zvuka kojeg stvara membrana zvučnika. U principu bas zvuk je lijepo oblikovan i čist, ali bez izražene dubine i dužine trajanja. Od ostalih su modela mnogo tiše i zbog toga se ne uporabljuju kao bas-bin kutije za razglasna ozvučenja, nego zbog snažnog kompresionog zraka unutar kutije i specifičnog zvuka uporabljuju se pri dizajnu bass kick modela pojačala. Druga grupa je otvoreni model koji je nešto krupnijeg dizajna, ali i dublje reprodukcije bas tona. U biti ovaj model je bolji od prethodnog, jer uz upotrebu manje snage ima puno veću iskoristivost glasnoće zvuka. Treća grupa su bas-refleksni modeli zvučničkih kutija koja zbog jedne ili više otvora na prednjoj strani kutije mogu reproducirati ton ispod rezonantne frekvencije. Hod membrane zvučnika tada je nešto kraći, ali će mu bas-refleks omogućiti dvostruko više akustične energije. Bas-refleks kutijama je nedostatak što su većih dimenzija, ali su zato i manje osjetljivije na vibracije stijenki kutije. Za dobru kvalitetu zvuka najbitnije je da se ugodi tako, da je zvuk iz otvora kutije potpuno identičan s fazom zvuka iz zvučnika. U protivnom, kvaliteta zvuka bit će loša.

#### Visokotonski zvučnici
Prvu primjenu visokotonaca u zvučnoj kutiji zabilježeno je još 1960-te godine u vrijeme The Beatlesa na modelu Vox pojačala, a nedugo iza i na modelu Acoustic 260 i 261 koji je u zvučničkoj kutiji visokoj 1,5 m imao ugrađene 2x15" zvućnike. Tako kvalitetno opremljen model s visokotoncima sve do ranih '80-ih je držao primat među modelima pojačala. Tada je počeo novi trend sviranje uz uporabu više spojenih bas zvučnih kabineta koji su bili opremljeni s 15" zvučnicima, do sviranja uz uporabu visokotonskih bas truba, što zbog njihove veličine i težine nije postalo i pravilo. Kasnije, od '90-ih nadogradnjom tradicionalnog stila sviranja bas-gitare, i primjenom raznih pomagala i efekata koji pomažu da se naglasi veći glazbeni raspon instrumenta povećan je asortiman dizajna i uporaba visokotonskih zvučnika.

## Ozvučavanje kontrabasa
Kontrabas je glazbeni žičani instrument koji je najčešće uporabljen u tradicionalnoj blues, jazz, rockabilly ili folk glazbi. Ozvuči se na taj način da se mali kondenzatorski mikrofon montira na most kontrabasa sa zadaćom da prihvati zvučne signale koje će objediniti i zatim ih preusmjeriti prema pojačalu. Prvi zvučni signal je od zvuka trzaja žice, a drugi je rezonantni zvuk iz tijela instrumenta. Ozvučiti bilo koji akustični instrument uporabom mikrofona ili piezo magneta (koji pokrivaju veliko područje frekvencije, a rade na principu kristala za detekciju vibracije žice) u praksi je zahtijevan posao. Odabir samog mjesta za pojačalo i instrument je uz kvalitetno ozvučenje najbitnija stavka, jer frekvencija zvuka iz rezonantne kutije i ona iz pojačala često se preklope i tada stvaraju negativnu povratnu vezu (feedback).

## Vanjske poveznice
- Bas pojačala - recenzija od Musicgearre
- Bas pojačala - recenzija od Bassamp  Arhivirana inačica izvorne stranice od 18. studenoga 2011. (Wayback Machine)
- Ampeg - povijest  Arhivirana inačica izvorne stranice od 28. svibnja 2009. (Wayback Machine)